# 974 Lioba
974 Lioba eller 1922 LS är en asteroid i huvudbältet, som upptäcktes den 18 mars 1922 av den tyske astronomen Karl Wilhelm Reinmuth i Heidelberg.
Asteroiden har en diameter på ungefär 25 kilometer.